# Balbera matilei
Balbera matilei är en skalbaggsart som beskrevs av Marc Lacroix 1994. Balbera matilei ingår i släktet Balbera och familjen Melolonthidae. Inga underarter finns listade.